# Інтернаціоналізм чи русифікація?
«Інтернаціоналізм чи русифікація?» — книжка  українського дисидента Івана Дзюби, написана у вересні — грудні 1965 року.

## Написання
Безпосереднім поштовхом для написання цієї праці стало проведення 1965 року в Україні репресій проти української інтелігенції. У серпні — вересні 1965 року у Києві, Львові, Луцьку, Івано-Франківську та Тернополі заарештували близько трьох десятків молодих українських інтелігентів. 4 вересня у Києві під час прем'єри кінофільму Сергія Параджанова «Тіні забутих предків» до протестів проти політичних репресій закликали поет Василь Стус та Іван Дзюба.

## Зміст
У праці «Інтернаціоналізм чи русифікація?», написаній під впливом тих подій, Іван Дзюба з марксистських позицій проаналізував національно-культурну політику радянської влади в Україні. 1966 року автор відправив свою роботу першому секретареві ЦК компартії України Петрові Шелестові та голові уряду УРСР Володимирові Щербицькому, а її російський переклад — керівництву КПРС.
Іван Дзюба доводив, що компартія ще за часів Сталіна перейшла на позиції російського великодержавного шовінізму. Свою аргументацію автор побудував переважно на цитатах із творів Леніна та партійних документів 20-х років. Він уважав, що політика КПРС, зокрема щодо України, суперечить корінним інтересам українського народу, і вбачав вихід у поверненні до ленінських принципів національної політики.

## Поширення книги
Працю «Інтернаціоналізм чи русифікація?» поширювали у самвидаві, а у лютому 1968 року її оприлюднило у книжковому вигляді видавництво «Сучасність».
Книгу без дозволу і відома автора неодноразово видавали за межами Радянського Союзу українською, англійською, російською, китайською, французькою та італійською мовами. В Україні цей твір вперше оприлюднили тільки 1990 року в часописі «Вітчизна», а окремою книгою видали наступного 1991 року.

## Реакція радянської влади
Влада оголосила «Інтернаціоналізм чи русифікацію?» антирадянським твором, а його поширення, зберігання та читання — кримінальним злочином. Іван Дзюба втратив роботу, його виключили зі Спілки письменників України та переслідували КДБ. 1972 року Дзюбу ув'язнили на 18 місяців.

## Аналіз праці на замовлення влади
За офіційною інформацією, ЦК КПУ постановою від 7 лютого 1972 року доручив комісії в складі А. Д. Скаби (голова), В. Ю. Євдокименка, Ю. О. Збанацького, В. П. Козаченка, Л. П. Нагорної, П. О. Недбайла, В. А. Чирка, М. З. Шамоти та П. Й. Ящука розглянути листа Івана Дзюби, адресованого першому секретарю ЦК КПУ Петру Шелесту та голові Ради Міністрів УРСР Володимирові Щербицькому, та додану до листа працю «Інтернаціоналізм чи русифікація?».
15 лютого 1972 року комісія, «проаналізувавши згаданий лист та матеріал І. Дзюби, а також вивчивши матеріали зарубіжної антирадянської преси і радіо за період з 1966 по 1972 рік», «прийшла до висновку, що підготовлений Дзюбою матеріал „Інтернаціоналізм чи русифікація?“ є від початку й до кінця пасквілем на радянську дійсність, на національну політику КПРС і практику комуністичного будівництва в СРСР». Також члени комісії звинуватили Дзюбу в тому, що під впливом його праці "з'явилося чимало антирадянських пасквілів і пронаціоналістичних "трактатів", написаних під впливом ідей і за прикладом Дзюби. Серед них можна було б назвати писання В. Мороза, В. Чорновола, С. Караванського, І. Світличного, Є. Сверстюка та інших".
Після аналізу розгорнутий висновок комісії містив шість пунктів:
|  | 1. Лист Дзюби і доданий до нього матеріал «Інтернаціоналізм чи русифікація?», надіслані до ЦК КП України, являють собою виклад поглядів сформованого українського буржуазного націоналіста, вони є злісним наклепом на ленінську національну політику КПРС і практику національного будівництва в Радянському Союзі, підступною спробою, прикриваючись посиланнями на класиків марксизму-ленінізму і всіляко перекручуючи їх положення, пропагувати ідеї і принципи українського буржуазного націоналізму. 2. Додана до листа «праця» Дзюби «Інтернаціоналізм чи русифікація?» носить відверто антирадянський характер. Вона спрямована, насамперед, на підрив Союзу Радянських Соціалістичних Республік, братерської дружби радянських народів, на протиставлення і розпалювання ворожнечі між українським і російським народами. Дзюба навмисне і свідомо перекручує і фальсифікує розвиток та досягненні економіки і культури Радянської України, прагнучи будь-що довести її «колоніальне становище», по суті повторює і всіляко намагається «аргументувати» основні твердження буржуазної та націоналістичної пропаганди, змикається з поглядами запеклих антикомуністів. 3. Дзюба зводить злісні наклепи на Комуністичну партію і Радянський уряд, вдається до безсоромних фальсифікацій, намагаючись будь-що довести нібито наша партія відступила від ленінських настанов у розв'язанні національного питання. Це розраховано на те, щоб викликати незадоволення політикою КПРС, підірвати авторитет нашої партії в масах, поширювати і підживлювати націоналістичні тенденції і погляди серед певної, ідейно нестійкої частини людей. 4. «Праця» Дзюби «Інтернаціоналізм чи русифікація?», написана з антинаукових позицій. Твори класиків марксизму-ленінізму, партійні документи та інші матеріали в ній фальсифікуються, підтасовуються для того, щоб обґрунтувати «концепцію» автора «праці», яка відбиває ідеї українського буржуазного націоналізму. 5. Розглянуті матеріали свідчать про цілковиту ідейну спорідненість Дзюби з буржуазними «теоретиками» в національному питанні. Ідеологи антикомунізму твердять, що рушійною силою в сучасному світі є не інтернаціональна, а національна ідея, що в суспільному житті нині скрізь беруть гору не інтернаціоналістичні, а націоналістичні тенденції. Ці ж самі ідейки протягує в своїй книжці Дзюба. Вся буржуазна пропаганда спеціалізується на пошуках аналогій в національній політиці СРСР і царської Росії. Це ж робить і Дзюба. Ідеологи буржуазії не шкодують сил для конструювання суперечностей між теоретичною постановкою національного питання в марксизмі-ленінізмі і практикою розв'язання національного питання в СРСР. Ці ж неіснуючі суперечності «відшукує» і Дзюба. 6. «Праця» Дзюби «Інтернаціоналізм чи русифікація?» широко використовується нашими ворогами в ідеологічній боротьбі проти соціалізму, поширюється «самвидавом» серед ідейно нестійкої частини молоді і інтелігенції республіки, завдає шкоди справі комуністичного виховання радянських людей. |

У подальшому Василь Стус писав, що рецензія цієї комісії була з «відверто поліційними, кровожерними заявами». Висловлюючись загалом про членів комісії та подібних до них рецензентів, Стус зазначав: «Їхня вина в проведенні масових репресій така сама, як і штатних кагебістів. Вони такі самі душогуби, як слідчі і судді».

## Видання
- Ivan Dzyuba. Internationalism or Russification?. — London : Weidenfeld and Nicolson, 1968. — P. 240. (англ.)